# 平金商店
株式会社平金商店（ひらきんしょうてん）は、岩手県盛岡市に本社を置き事務用品・事務機器・文房具等販売を行う総合オフィス商社である。

## 概要
明和4年（1767年）に醸造業「近江屋」として創業した老舗。経営信条として、「誠実（誠意を持って実行に移す心）」、「奉仕（職業を通じて社会に奉仕する心）」、「真理（誠の道は只一つの信念の心）」を掲げている。 

## 沿革
- 1767年（明和4年） - 近江屋治郎兵衛の三男・治助が、盛岡城下、油町の一角で酒造業を創業
- 1879年（明治12年） - 油町から十三日町へ移り、諸国銘茶や和洋紙、筆、墨、硯など文房具類を商う
- 1888年（明治21年） - 肴町へ移転
- 1949年（昭和24年） - 株式会社平金商店を設立

## 店舗
- パステル館
  - 所在地
    - 〒020-0871　盛岡市肴町8−18

  - 沿革
    - 2012年10月29日 - 本社併設店舗からななっく4階に移転。
    - 2019年5月25日 - ななっく閉店に伴い、4階から現在地に移転。
- パステル館アルコ店 
  - 〒020-3615　岩手県紫波郡矢巾町南矢巾7-425-3(ショッピングモールアルコ内)